# ميخائيل وليامز (متزلج فني)
ميخائيل وليامز (بالإنجليزية: Michael Williams)‏ هو متزلج فني بريطاني، ولد في 23 مارس 1947.

## وصلات خارجية
- مايكل وليامز على موقع أوليمبيديا (الإنجليزية)